# Catedral de Nuestra Señora del Paraíso (São Paulo)
La Catedral de Nuestra Señora del Paraíso (en portugués: Catedral de Nossa Senhora do Paraíso) 
es una iglesia situada en São Paulo, al sur de Brasil, que es la sede de la eparquía de Nuestra Señora del Paraíso en São Paulo  y en comunión con el papa en Roma, de Nuestra Señora del Paraíso en São Paulo. El templo está situado en el barrio de Paraíso en la ciudad de São Paulo y fue construida en 1952.
Esta iglesia se convirtió en sede episcopal el 29 de noviembre de 1971 después de ser trasladada desde la Iglesia de San Basilio (ubicada en Río de Janeiro).